# Giovanni Battista Trotti (giurista)
Giovanni Battista Trotti (Milano, 1569 – Milano, 24 dicembre 1640) è stato un nobile, politico e giurista italiano.

## Biografia
Giovanni Battista Trotti nacque a Milano nel 1569, figlio primogenito di Camillo e di sua moglie Laura Liscati, figlia illegittima legittimata del nobile Giovanni Battista. Seguendo le tradizioni della sua famiglia che aveva fatto fortuna già presso gli Sforza a Milano, intraprese la carriera nel mondo dell'avvocatura. Suo padre era stato a suo tempo senatore e vicario di provvisione.
Nel 1594 fu ammesso nel Collegio dei giureconsulti e dal 1606 ottenne l'avvio alla carriera nelle magistrature milanesi. Divenne vicario di provvisione e nel 1610 venne nominato questore del magistrato ordinario. Il 1º aprile 1613 venne nominato senatore al senato di Milano al seggio di Domenico Squarciafico, prescelto quale presidente della medesima magistratura. Il 22 novembre 1622 venne nominato presidente del magistrato ordinario ed il 29 giugno 1627, venne prescelto quale successore alla presidenza del senato milanese, subentrando a Giulio Arese.

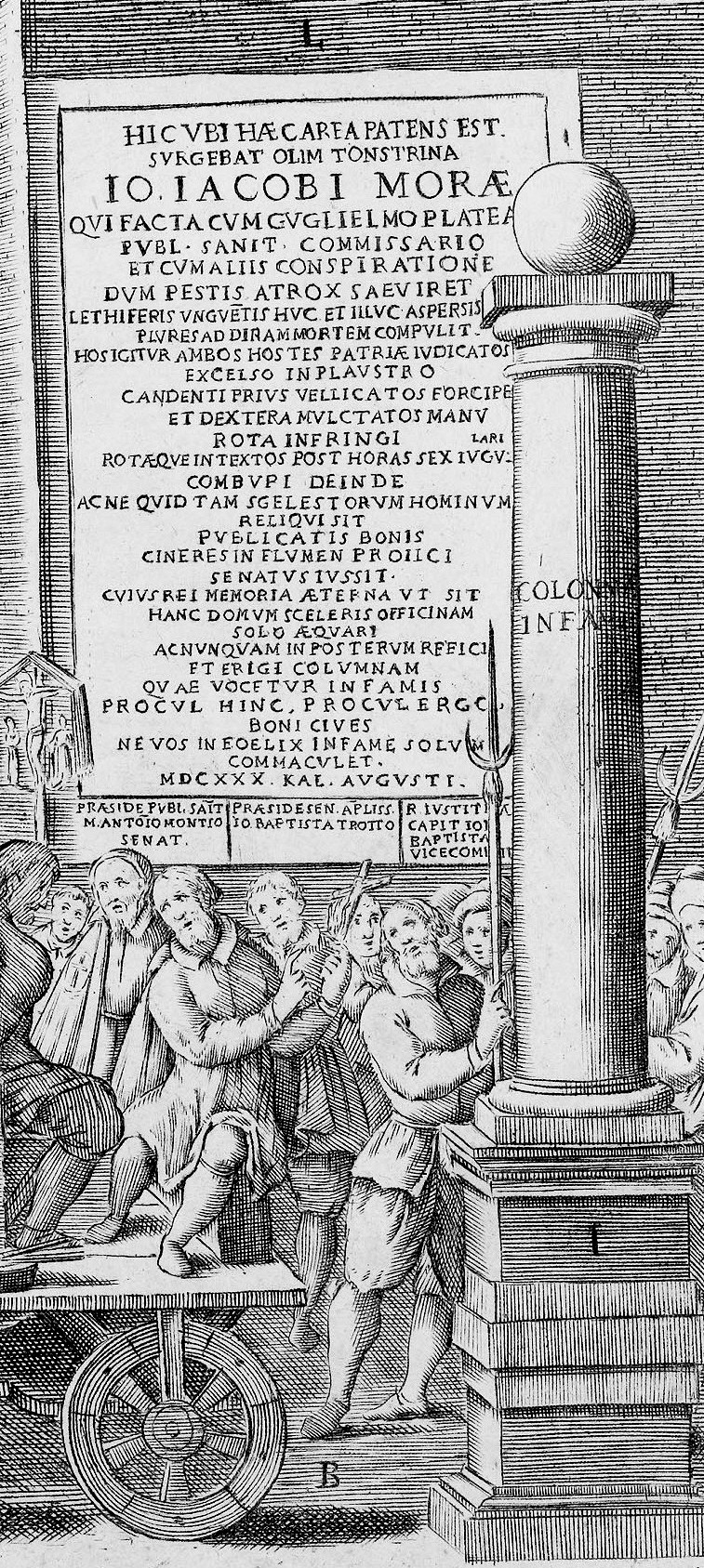
La Colonna infame fatta costruire su ordine di Giovanni Battista Trotti sulla casa di Gian Giacomo Mora, considerato untore della peste manzoniana e per questo giustiziato

Quando la città di Milano venne colpita dalla peste nel 1630, il Trotti si rifiutò di lasciare la capitale del ducato, invitando anche gli altri magistrati a fare altrettanto per continuare a sovrintendere alle istituzioni pubbliche e dare il buon esempio alla popolazione. La sua saggezza, spinse lo stesso Filippo IV di Spagna a chiedergli più volte pareri sull'origine del morbo e sul ruolo degli untori, teoria alla quale entrambi gli uomini credevano particolarmente. Il Trotti presiedette personalmente il primo processo agli untori che si svolse nel 1630 e si concluse con la condanna degli imputati il 27 luglio 1630, firmando col capitano di giustizia Marco Antonio Monti e col presidente del magistrato di sanità, Giovanni Battista da Vimercate, il decreto che imponeva l'erezione della colonna infame sulla casa di Gian Giacomo Mora, il principale imputato.
Pur sostenitore della Spagna, si schierò contro i tentativi di riforma proposti dalla Corona sul patriziato milanese ed in particolare per quelli proposti nel 1635 dal visitatore inviato da Filippo IV di Spagna a Milano, Andrea de la Rueda, il quale aveva il compito di verificare il corretto operato delle magistrature del ducato di Milano. Il Trotti si schierò in particolare contro la proposta spagnola di voler introdurre un sistema bicamerale con l'intento di accelerare l'operato del senato stesso. Per tutta risposta a queste proposte, Giovanni Battista Trotti dopo il termine della visita del delegato, compose e diede alle stampe la sua Succinta esposizione de’ metodi prescritti dalle constituzioni di Milano e dalli ordini del senato per la celere spedizione dei processi, tanto civili, quanto criminali e tanto avanti li giudici inferiori quanto avanti al Senato, un piccolo manuale riguardante il funzionamento delle principali magistrature milanesi ad uso delle autorità spagnole. Con medesima forza, il Trotti contrastò le contrapposizioni sorte con il consiglio segreto del governatore del ducato che pretendeva di avere preminenza sul senato, con l'appoggio dello stesso governatore Álvaro de Bazán.
Per dimostrare la volontà d'indipendenza delle magistrature del ducato rispetto al governo spagnolo, durante la processione in onore di San Carlo Borromeo del 1630, il Trotti ed altri tre senatori che reggevano la teca di cristallo con il corpo del santo, abbandonarono il corteo appoggiando la cassa in terra e creando uno scandalo senza precedenti. Il governatore fece trarre in arresto il Trotti, ma questi ricorse al re di Spagna in persona che non solo fece pervenire dal consiglio di stato di Spagna una nota di demerito circa il comportamento del governatore, ma gli intimò di non arrogarsi alcun diritto che prescindesse dalla volontà regia sulle disposizioni in materia di precedenza e che non avesse alcun diritto di soverchiare la più alta magistratura del ducato milanese.
Nel 1632 fece parte della commissione che accolse il cardinale Cesare Monti al suo ingresso nella cattedrale cittadina come arcivescovo di Milano. Nel 1634 venne nominato gran cancelliere del ducato di Milano ad interim.
Il 7 dicembre 1640, Filippo IV di Spagna lo nominò conte del regno di Spagna sul cognome, ma morì a Milano il 24 dicembre successivo e venne sepolto nella tomba di famiglia posta nella cappella di Sant'Agostino presso la chiesa di San Marco a Milano.

## Matrimonio e figli
Giovanni Battista Trotti sposò la nobile Giulia Mandelli, figlia di Nicolò e di sua moglie Gerolama d'Adda, dalla quale ebbe i seguenti figli:
- Luigi (1602-1621)
- Laura (1604-1675), sposò il 19 febbraio 1625, Carlo Taverna, conte di Landriano
- Carlo Camillo (1605-1616)
- Angelo Nicolò (1609-1610)
- Camillo Giuseppe Francesco (1620-1655), II conte Trotti, sposò il 27 ottobre 1636 la nobildonna Apollonia Berzio

Alla morte della prima moglie, si risposò con Isabella Vismara, figlia di Pietro Paolo e di sua moglie Margherita della Croce, già vedova di Pietro Muzzano, dalla quale ebbe i seguenti figli:
- Camillo (1633-?), abate
- Luigi (1634-1712), I conte di Santa Giulietta, sposò il 20 settembre 1684 la contessa Teresa Orrigoni
- Giulia Maria Teresa (1637-?), monaca

## Genealogia
|                           |   |                      | Genitori          |  |  | Nonni |  |  | Bisnonni      |  |  | Trisnonni    |  |
|                           |   |                      |                   |  |  |       |  |  | Matteo Trotti |  |  | Marco Trotti |  |
|                           |   |                      |                   |  |  |       |  |  | Matteo Trotti |  |  | Marco Trotti |  |
|                           |   | Susanna Ghillini     |                   |  |  |       |  |  | Matteo Trotti |  |  |              |  |
| Gian Luigi Trotti         |   |                      |                   |  |  |       |  |  | Matteo Trotti |  |  |              |  |
|                           |   | Ippolita Pietrasanta | Luigi Pietrasanta |  |  |       |  |  |               |  |  |              |  |
|                           |   | Ippolita Pietrasanta | Luigi Pietrasanta |  |  |       |  |  |               |  |  |              |  |
|                           |   | Ippolita Pietrasanta | ?                 |  |  |       |  |  |               |  |  |              |  |
| Camillo Trotti            |   | Ippolita Pietrasanta |                   |  |  |       |  |  |               |  |  |              |  |
|                           |   | ?                    | ?                 |  |  |       |  |  |               |  |  |              |  |
|                           |   | ?                    | ?                 |  |  |       |  |  |               |  |  |              |  |
|                           |   | ?                    | ?                 |  |  |       |  |  |               |  |  |              |  |
| ?                         |   | ?                    |                   |  |  |       |  |  |               |  |  |              |  |
|                           |   | ?                    | ?                 |  |  |       |  |  |               |  |  |              |  |
|                           |   | ?                    | ?                 |  |  |       |  |  |               |  |  |              |  |
|                           |   | ?                    | ?                 |  |  |       |  |  |               |  |  |              |  |
| Giovanni Battista Trotti  |   | ?                    |                   |  |  |       |  |  |               |  |  |              |  |
|                           | ? | ?                    |                   |  |  |       |  |  |               |  |  |              |  |
|                           | ? | ?                    |                   |  |  |       |  |  |               |  |  |              |  |
|                           | ? | ?                    |                   |  |  |       |  |  |               |  |  |              |  |
| Giovanni Battista Liscati | ? |                      |                   |  |  |       |  |  |               |  |  |              |  |
|                           |   | ?                    | ?                 |  |  |       |  |  |               |  |  |              |  |
|                           |   | ?                    | ?                 |  |  |       |  |  |               |  |  |              |  |
|                           |   | ?                    | ?                 |  |  |       |  |  |               |  |  |              |  |
| Laura Liscati             |   | ?                    |                   |  |  |       |  |  |               |  |  |              |  |
|                           |   | ?                    | ?                 |  |  |       |  |  |               |  |  |              |  |
|                           |   | ?                    | ?                 |  |  |       |  |  |               |  |  |              |  |
|                           |   | ?                    | ?                 |  |  |       |  |  |               |  |  |              |  |
| ?                         |   | ?                    |                   |  |  |       |  |  |               |  |  |              |  |
|                           |   | ?                    | ?                 |  |  |       |  |  |               |  |  |              |  |
|                           |   | ?                    | ?                 |  |  |       |  |  |               |  |  |              |  |
|                           |   | ?                    | ?                 |  |  |       |  |  |               |  |  |              |  |
|                           |   | ?                    |                   |  |  |       |  |  |               |  |  |              |  |